# Observatoire de la Sorbonne
Ne doit pas être confondu avec Observatoire de Paris.
L'observatoire de la Sorbonne est un ancien observatoire astronomique, situé sur le toit de la Sorbonne (Panthéon-Sorbonne), rue Saint-Jacques, dans le 5e arrondissement de Paris. Il comprend une lunette d'observation de 153 mm de diamètre et 2 300 mm de longueur focale. Cette lunette appartient à la Société astronomique de France (SAF). Des observations publiques sont organisées les lundis et vendredis. L'atelier d'optique de la SAF se situe deux étages plus bas. Il est constitué de deux parties, un atelier d'ébauchage, et un atelier de polissage situé sous la coupole qui abritait jadis une lunette méridienne (l'ouverture de celle-ci est partiellement visible sur la gauche de la photo).

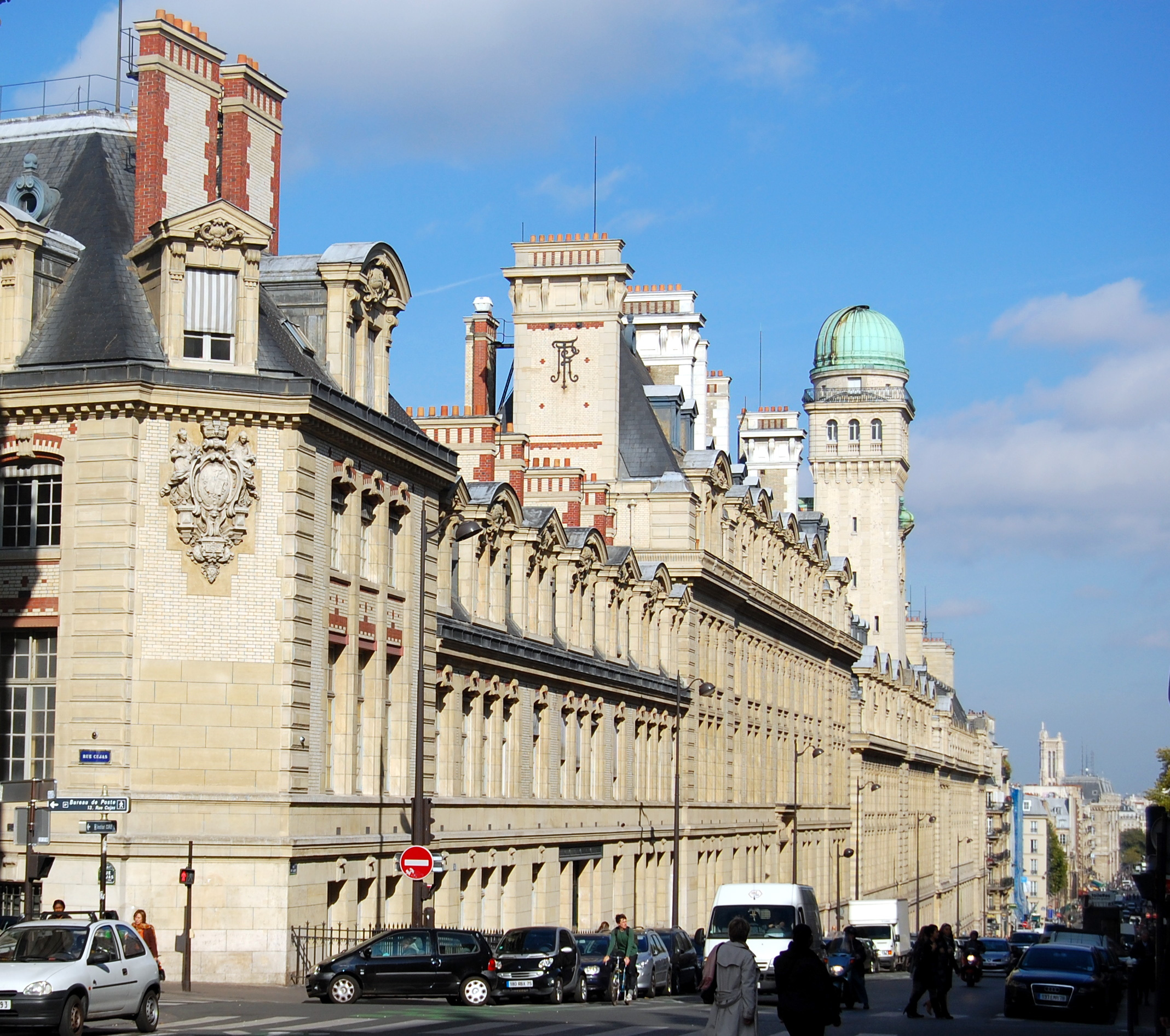
L'observatoire, vu de la rue Saint-Jacques.
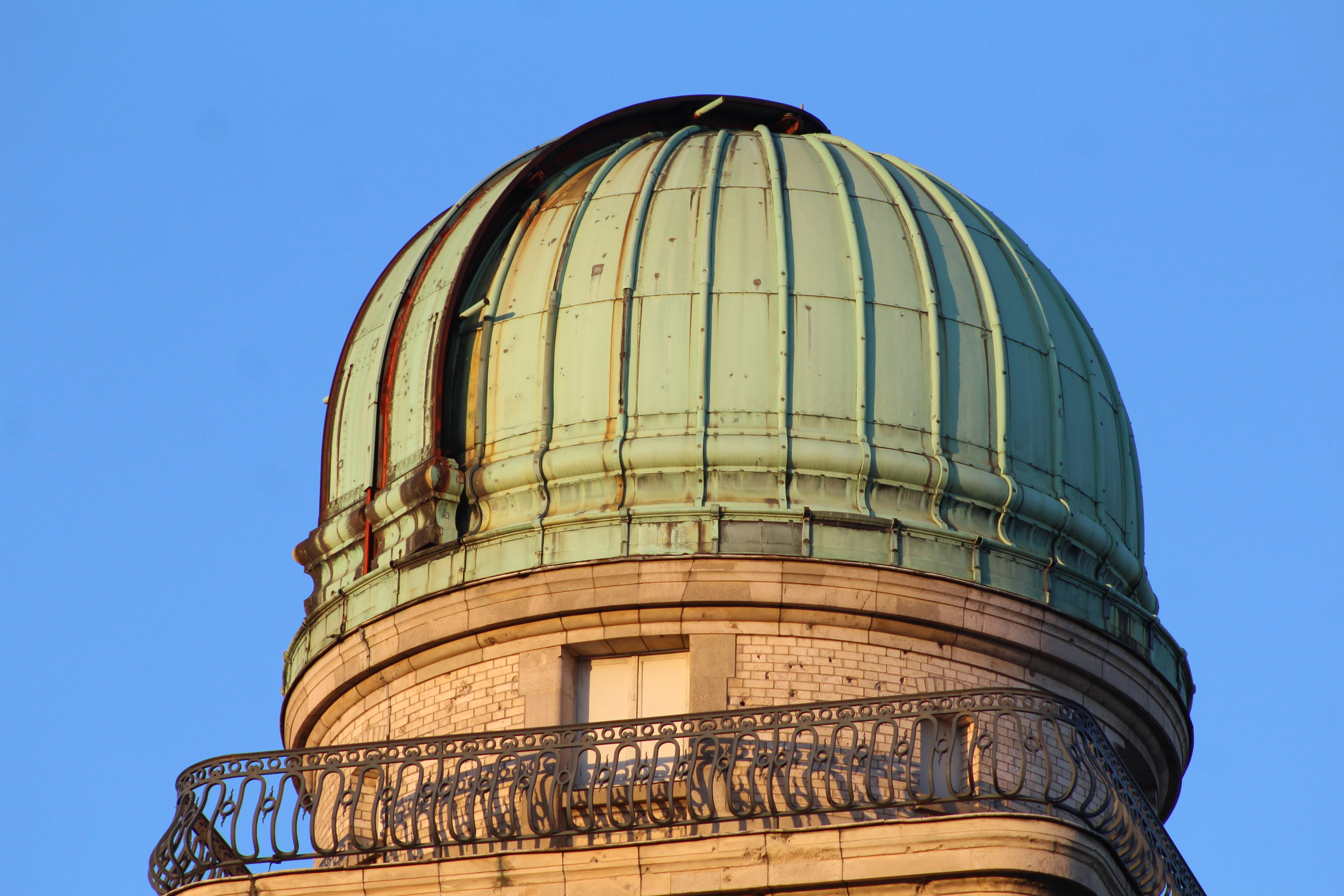
La coupole haute.
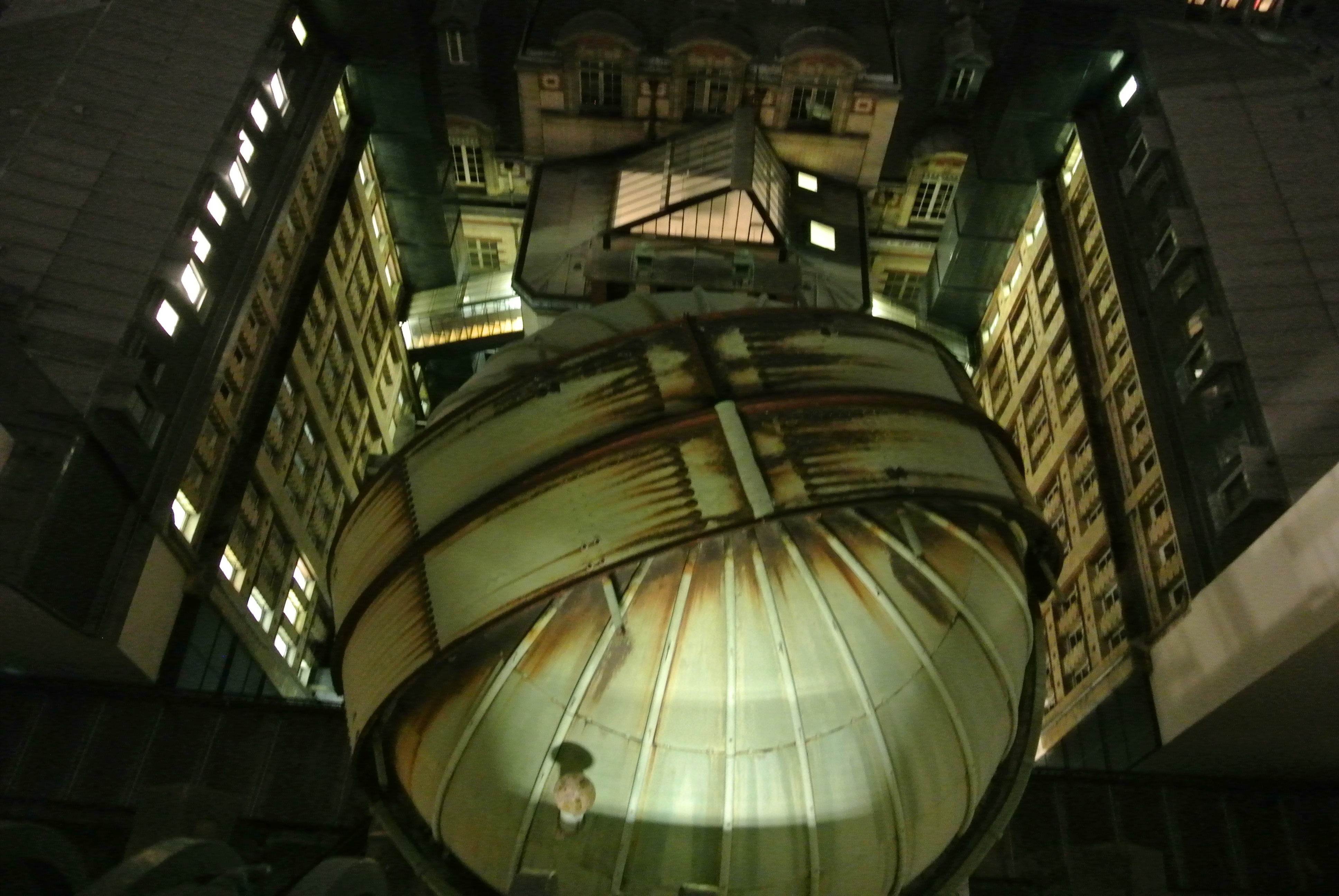
La coupole basse.

## Tournage
Certains plans de la vidéo officielle de la chanson Sur la lune, un des titres de l'album studio La Vie de rêve, sorti en 2018, du duo de rappeurs français Bigflo et Oli, sont tournés sous la coupole haute de l'observatoire.